# Thảm họa môi trường

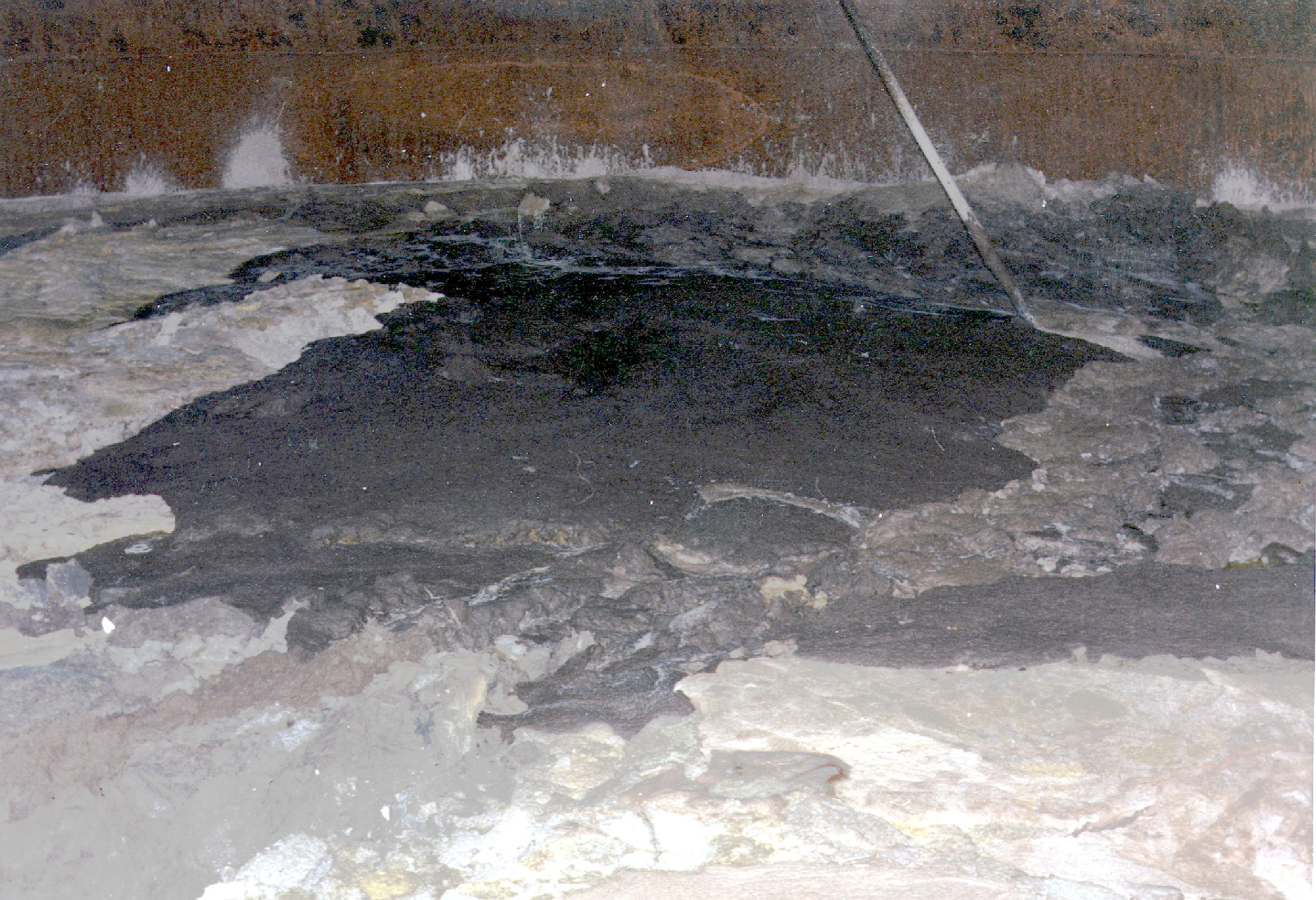
Hình ảnh bề mặt chất thải được tìm thấy bên trong bể hai lớp 101-SY tại địa điểm Hanford, tháng 4 năm 1989

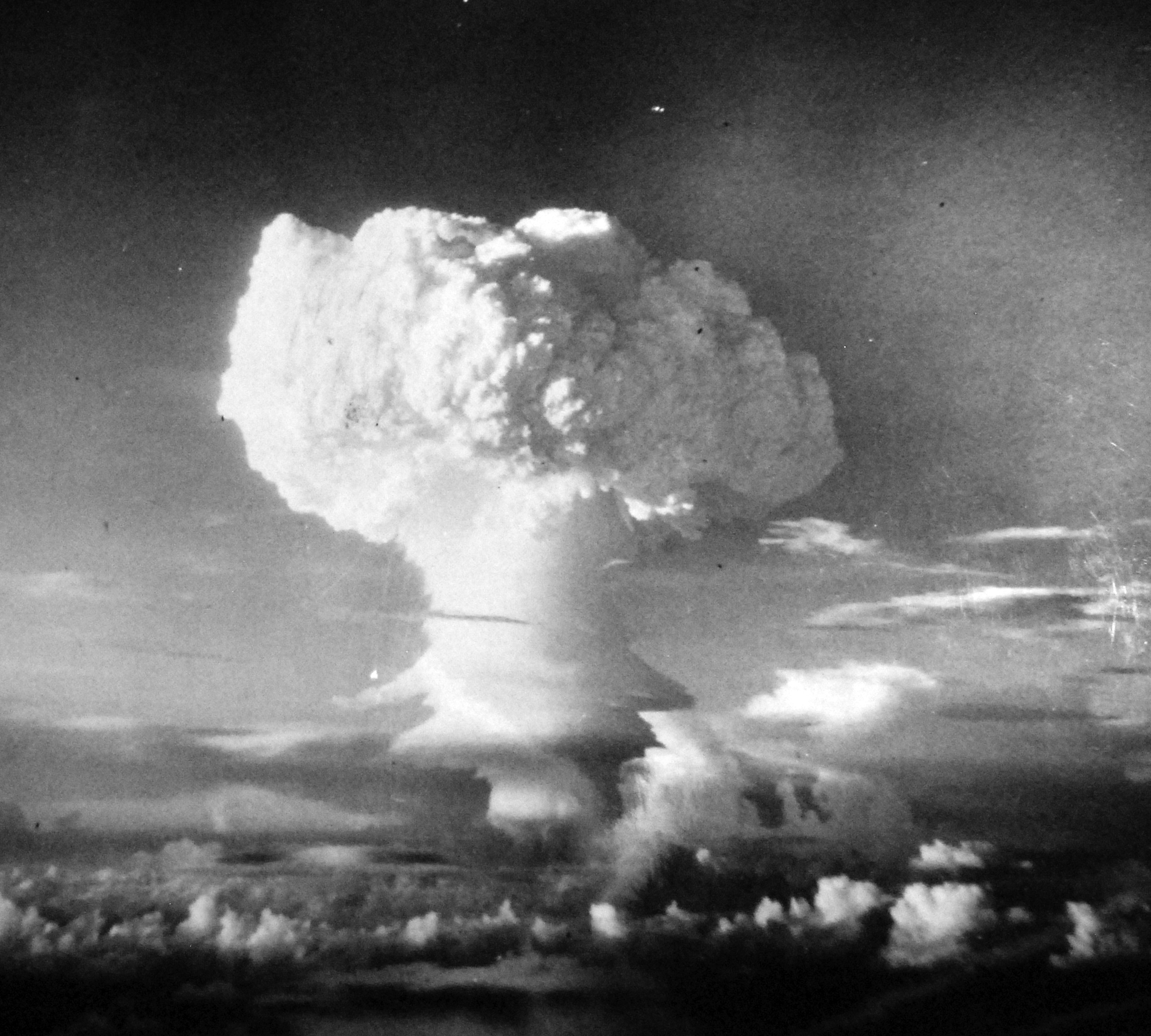
"Vụ nổ hạt nhân" về mặt lý thuyết của việc kích nổ 100 vũ khí hạt nhân trở lên sẽ làm thay đổi mạnh mẽ khí hậu Trái đất trong một thời gian dài, gây ra thảm họa môi trường ảnh hưởng đến gần như mọi loại sinh vật sống trên hành tinh.

Thảm họa môi trường hoặc thảm họa sinh thái là một sự kiện thảm khốc liên quan đến môi trường do hoạt động của con người. Điều này phân biệt thảm họa môi trường so với thảm họa tự nhiên. Nó cũng khác với các hành động chiến tranh có chủ ý như ném bom hạt nhân.
Trong trường hợp này, tác động của sự thay đổi hệ sinh thái của con người đã dẫn đến hậu quả lan rộng và/hoặc lâu dài.  Nó có thể bao gồm cái chết của động vật (bao gồm cả con người) và thực vật, hoặc gián đoạn nghiêm trọng cuộc sống của con người, có thể cần phải di cư.